# Pfafflar (Gemeinde Pfafflar)
Pfafflar ist ein Ort im Außerfern in Tirol und gehört zur Gemeinde Pfafflar im Bezirk Reutte. Pfafflar ist heute nicht mehr dauerbesiedelt.

## Geographie
Die Rotte befindet sich etwa 25 Kilometer südwestlich von Reutte und 10 Kilometer nordwestlich von Imst. Sie liegt im Pfafflartal, einem Hintertal des Bschlabertals, am Hahntennjoch, wo die L266 Bschlaber Straße – nach dem Pass L72 Hahntennjochstraße – das Lechtal mit Imst im Inntal verbindet. Zur Passhöhe sind es etwa 3 km Luftlinie.
Der Ort verteilt sich in drei Ortsbestandteilen an der Straße und den südlichen Hängen oberhalb. Pfafflar selbst (um 1550 m ü. A.) ist kurz nach den letzten Kehren über eine Güterweg erreichbar, 500 m weiter liegt an der Straße Hag (Kote 1619 m ü. A.), und hier geht der Weg nach Ebele (um 1620 m ü. A.) ab.
Nachbarortslagen
|                |                                             |                                   |
| Brandegg Boden | Kompassrose, die auf Nachbargemeinden zeigt | Maldonalpe (Gem. Imst, Bez. Imst) |
|                |                                             |                                   |

## Geschichte, Sehenswürdigkeiten und Infrastruktur
Die ersten Dauersiedler waren Flüchtlinge aus dem Engadin, die wegen ihres Glaubens verfolgt wurden. Sie erhielten von den Grafen Starkenberg aus Imst die Erlaubnis, das Tal zu besiedeln. Die Schweizer zogen mit ihrem Vieh über das Hahntennjoch und ließen sich um 1280 in Pfafflar nieder. Laut Urkunden befanden sich dort 1284 vier Schwaighöfe, der Ort wurde Pavelaers genannt, das vom rätoromanischen Wort pabulariu abgeleitet ist und Futterstadel bedeutet.

Von hier aus wurde dann das Bschlabertal besiedelt, wo ebenfalls romanische Ortsnamen heimisch sind (etwa Bschlabs: Bislafes aus pos l'aves ‚hinter den Wassern‘, das ist Boden). Bis 1938 gehörte der Ort auch zum Bezirk Imst.
Der Ort lag immer abseits der Wege, von Bschlabs führte die Route über Plötzigbach und Steinjöchl (2198 m ü. A.) ins Maldon und nach Imst – offenbar war der höhere Pass dem unwegsamen hinteren Bschlabertal vorzuziehen.
1894 ließ man dann den Ortsteil Pfafflar als Dauersiedlung endgültig auf, und die Bergbauern zogen in das um 250 m tiefer gelegene Boden. Jedoch wurde Pfafflar weiterhin als Almdorf (Maiensäss alemannischer Art) genutzt, wo die Bauern vom Frühjahr bis zum Spätherbst blieben.
Erst Ende der 1960er Jahre (Freigabe 1969) wurde die Straße über das Hanntennjoch gebaut, sie ist im Winter gesperrt. Danach gab es einen kurzen Boom des Tourismus, der aber bald verebbte.

Heute werden die Häuser meist nur mehr im Sommer von Feriengästen bewohnt.
Erhalten aus der Zeit der dauernden Besiedlung sind 14 Holzhäuser, womit die Ortschaft als älteste fast erhaltene Höhensiedlung in Tirol gilt. Sie werden um das 16. Jahrhundert datiert. Das Almenensemble Ebele steht überhaupt unter Denkmalschutz.
In den letzten Jahren sind die Häuser auch als Filmlocation beliebt, als Kulisse historischer Berg- und moderner Heimatfilme.
Entlang des Tals verläuft der Nordalpenweg (Weitwanderweg 01, hier Lechtaler Höhenweg) Anhalter Hütte – Hanntennjoch – Boden – Hanauer Hütte. Nach Süden gelangt man über Fundoastal und die Fundoasalpe (an der Schlenkerspitze) über die Kübelwände zum Muttekopf (2774 m ü. A.) und die Muttekopfscharte ins Inntal bei Mils, oder das Galtseitejoch (2421 m ü. A.) ebenfalls zur Hanauer Hütte.

## Nachweise
- 70825 – Pfafflar. Gemeindedaten der Statistik Austria

1. ↑  Die Ortslagen sind so etwa auf der Franziszeischen (2.) Landesaufnahme (um 1830) oder der US AMS 25:000 (1952) verzeichnet. Beide als Layer auf TIRIS → Historische Karten
2. ↑  vergl. Peter Anich: Verkleinerte Karte von Tirol, drei Blätter des nördlichen Tirol, 1765, Maßstab 1:138.800; Peter Anich, Blasius Hueber: Atlas Tyrolensis, 1774, Maßstab 1:103.800; Philipp Miller: Geographischer Entwurf der Straßenzüge der 6 Tiroler Kreise, 1804, Maßstab 1:103.800; Pfaundler-Miller; Diözesankarte Tirol 1792/1805, Maßstab 1:264.000; u. a. (Layer Ainichkarte 1765 bis Straßenkarte 1804, Diözesankarte 1805, TIRIS: Historische Kartenwerke Tirol).
3. ↑  Florian Gasser: Wie ein Tal stirbt. In: Die Zeit. 28. Juli 2011, abgerufen am 30. Juli 2011.
4. ↑  Zitat Pfafflar, in Geschichte-Tirol